# دهستان تودولینا
دهستان تودولینا (به لاتین: Tudulinna Parish) یک دهستان در استونی است که در شهرستان ایدا-ویرو واقع شده‌است.

## خصوصیات
دهستان تودولینا ۲۷۰ کیلومترمربع مساحت و ۶۲۹ نفر جمعیت دارد.